# Zbrodnie w Głęboczku
Zbrodnie w Głęboczku – zbrodnie dokonane przez oddziały Ukraińskiej Powstańczej Armii w latach 1944–1945 na polskich i ukraińskich mieszkańcach wsi Głęboczek, położonej w powiecie borszczowskim województwa tarnopolskiego, podczas sowieckiej okupacji tych ziem. Łącznie w wyniku kilku ataków w Głęboczku z rąk nacjonalistów ukraińskich zginęło 131 osób.

## Przed zbrodniami
Przed II wojną światową 2/3 ludności w Głęboczku stanowili Polacy. W 1931 roku wieś liczyła 651 gospodarstw, w których mieszkało ponad 2805 osób. Według wspomnień zgromadzonych przez Stowarzyszenie Upamiętnienia Ofiar Zbrodni Ukraińskich Nacjonalistów stosunki pomiędzy Polakami a Ukraińcami w Głęboczku kształtowały się poprawnie do czasu wybuchu wojny. Później, szczególnie od 1942 roku, gdy w okolicy aktywny stał się ukraiński ruch nacjonalistyczny, Polacy, obawiając się napaści, zorganizowali samoobronę. Ta w bliżej nieokreślonym czasie podczas okupacji niemieckiej odparła jeden atak bojówki banderowskiej tracąc jednego obrońcę, Antoniego Kozińskiego.

## Pierwszy atak UPA
W marcu 1944 roku tereny te zostały zajęte przez Armię Czerwoną. Ogłoszono mobilizację do Wojska Polskiego, pozbawiając Głęboczek większości mężczyzn zdolnych do walki. Wkrótce w wyniku osobnych napaści zginęło czterech Polaków ze wsi.
Według wspomnień świadków w październiku 1944 doszło do kolejnego napadu na wieś. Jeden pododdział UPA zaskoczył grupę kilkunastu poborowych-mieszkańców Głęboczka, pracujących przy naprawie szosy Borszczów-Tłuste, drugi przypuścił szturm na wieś. Poborowi zostali zmyleni sowieckimi mundurami przybyszów i zbyt późno podjęli walkę. Z tej grupy zdołała uratować się tylko jedna osoba. Drugi pododdział UPA został odparty ogniem karabinowym przez obronę zorganizowaną ad hoc przez Józefa Twardochleba i Władysława Kwiczaka, w której wyróżniły się także kobiety.

## Drugi atak UPA
Na początku stycznia 1945 roku w nocy nastąpił drugi napad UPA. Tym razem mieszkańcy Głęboczka nie podjęli walki, lecz ukrywali się w przygotowanych schronach, w piwnicach i na strychach. Część mieszkańców zamknęła się w kościele, którego napastnicy nie zaatakowali. Upowcy rozeszli się po wsi, przeszukując domostwa i zabijając wszystkich napotkanych Polaków. Według świadka Bernarda Juzwenki liczne ofiary zostały poddane torturom, jedynie do uciekających strzelano. Inne grupy napastników rabowały mienie i paliły zabudowania. 14 ciał zabitych wrzucono do studni na dziedzińcu szkoły. W tej masakrze zginęło według różnych źródeł od 80 do 88 osób.
Dzień po zbrodni władze sowieckie ewakuowały ocalałych Polaków do Borszczowa, nalegając, by wyjechali oni dalej „do Polski”.
Tydzień po zbrodni, według zgromadzonych wspomnień świadków, do Głęboczka wróciło 6 Polaków w celu uratowania pozostawionego mienia. Pięcioro z tych osób zostało zamordowanych, zdołał zbiec Antoni Tkacz. Grzegorz Motyka podaje inną liczbę zabitych w tym czasie w Głęboczku. Według niego w nocy z 12 na 13 stycznia 1945 UPA zabiła 18 Polaków i 3 Ukraińców.
W późniejszym czasie za sprzyjanie Polakom zamordowane zostało ukraińskie małżeństwo Hradowych.
Zdaniem Henryka Komańskiego i Szczepana Siekierki we wszystkich atakach ukraińskich nacjonalistów zginęło w Głęboczku 128 Polaków i 3 Ukraińców. 

## Upamiętnienie

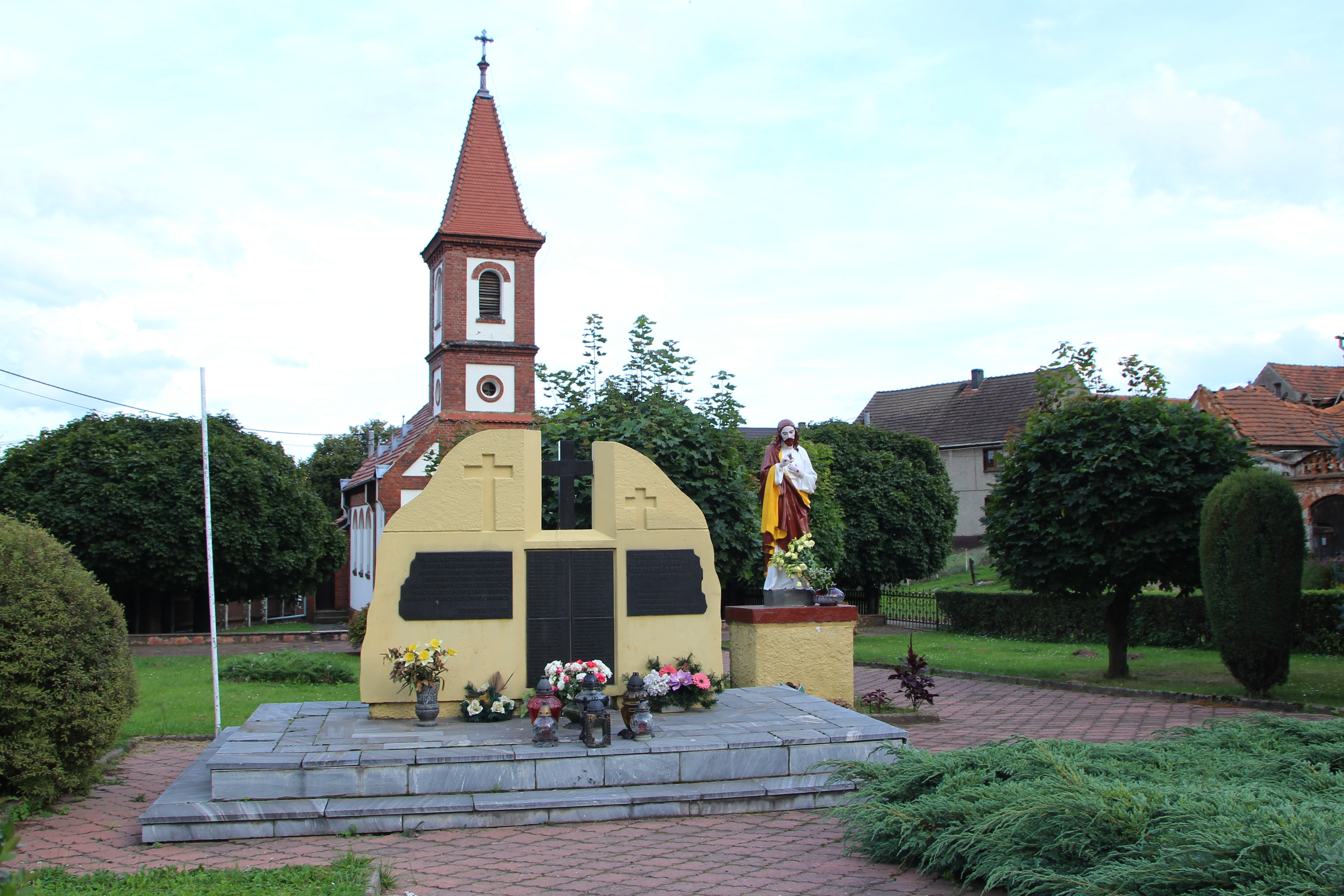
Pomnik w Kłodoboku

Zbrodnie popełnione w Głęboczku upamiętnia pomnik-symboliczna mogiła "Kamień Golgoty" wzniesiony 3 maja 1995 roku w Kłodoboku.